# 조정 종가 문적 (보물 1004-1호)
조정 종가 문적(趙靖 宗家 文籍)은 경상북도 상주시, 상주박물관에 있는, 조선 선조에서부터 인조 때까지의 문신이었던 조정(1555∼1636)의 종손가에 소장된 고문서와 책들로 총 10종 62점이다. 1989년 5월 23일 대한민국의 보물 제1004호로 지정되었다.

## 개요
조선 선조에서부터 인조 때까지의 문신이었던 조정(1555∼1636)의 종손가에 소장된 고문서와 책들로 총 10종 62점이다.
조정은 김성일과 정구의 문인이었으며, 임진왜란이 터지자 의병을 모아 활동하였고, 선조 29년(1596)에 도체찰사였던 이원익의 막하로 들어가 활약하였다. 선조 36년(1599)에는 사마시에, 2년 후에는 문과에 급제하여 호조좌랑, 사헌부감찰, 대구판관 등의 벼슬을 지냈다. 그가 죽은 후 이조참판에 증직되었다.
고문서에는 명종 9년(1554)∼현종 11년(1670)에 작성된 것으로 재산분배에 관한 기록인 분재기와 선조 34년(1601)∼인조 20년(1628)에 쓰여진 교지류, 인조 6년(1628)에 작성되어 조기원에게 발급된 차정첩 등 3종 55점이 있다. 전적으로는 조선 전기에 간행된 본인 『삼봉선생집』(1487), 『필원잡기』(1469∼1494), 『논어언해』(선조초), 『한서』(임진왜란 이전), 『송조명현오백가번방대전문수』(1542), 『전산성법』(선조∼인조년간) 등 7종 7책이 있다.
분재기에는 조씨 가문에서 소유하고 있던 토지와 노비의 규모, 형성과정, 상속에 관한 내용이 실려있으며, 고문서나 분재기 등의 크기는 각각 다르다.
분재기는 당시 사회·경제사 연구에, 교지류는 인사행정제도의 연구에 각각 중요한 자료이다. 또한 전적은 빠진 부분이 많기는 해도 조선 전기에 간행된 것으로 서지학, 교육문화사 연구에 중요한 자료들이다.

## 참고 자료
- 조정 종가 문적 - 국가유산청 국가유산포털